# Betrieb gewerblicher Art
Betriebe gewerblicher Art (BgA) sind die wirtschaftlichen Geschäftsbetriebe der juristischen Personen des öffentlichen Rechts. 

## Deutschland
Der Begriff umfasst alle Einrichtungen, die einer nachhaltigen Tätigkeit zur Erzielung von Einnahmen außerhalb der Land- und Forstwirtschaft dienen und die sich innerhalb der Gesamtbetätigung der juristischen Person wirtschaftlich herausheben. Die Absicht, Gewinn zu erzielen, und die Beteiligung am allgemeinen wirtschaftlichen Verkehr sind nicht erforderlich (vgl. § 4 Abs. 1 KStG sowie R 4.1 KStR).
Zu den Betrieben gewerblicher Art gehören nicht Betriebe, die überwiegend der Ausübung der öffentlichen Gewalt dienen (Hoheitsbetriebe) und die Zweckbetriebe (vgl. § 4 Abs. 5 Satz 1 KStG sowie R 4.4 KStR).
Betriebe gewerblicher Art von juristischen Personen des öffentlichen Rechts sind unbeschränkt körperschaftsteuerpflichtig (vgl. § 1 Abs. 1 Nr. 6 KStG).
Bei einem Betrieb gewerblicher Art kann auch eine verdeckte Gewinnausschüttung vorliegen (H 8.5 KStR).
Überlässt die Trägerkörperschaft dem Betrieb gewerblicher Art Wirtschaftsgüter, die wesentliche Betriebsgrundlagen darstellen, sind die zur Betriebsaufspaltung aufgestellten Grundsätze heranzuziehen.

## Österreich
Im österreichischen Steuerrecht sind die Betriebe gewerblicher Art in § 2 Körperschaftsteuergesetz umschrieben: Es handelt sich um wirtschaftlich selbständige Betriebe, die eine privatwirtschaftliche Tätigkeit „von wirtschaftlichem Gewicht“ zur Erzielung von Einnahmen oder im Falle des Fehlens der Beteiligung am allgemeinen wirtschaftlichen Verkehr von anderen wirtschaftlichen Vorteilen außerhalb der der Land- und Forstwirtschaft ausüben. Die Absicht, Gewinn zu erzielen, ist nicht erforderlich (§ 2 Abs. 1). Ein Betrieb gewerblicher Art ist auch dann unbeschränkt steuerpflichtig, wenn er selbst eine Körperschaft des öffentlichen Rechts ist (§ 2 Abs. 5). Die Tätigkeit der Einrichtung gilt steuerlich stets als Gewerbebetrieb. Ein BgA liegt nicht vor, wenn es sich um einen Hoheitsbetrieb handelt. Zu den Hoheitsbetrieben zählen insbesondere Wasserwerke, wenn sie überwiegend der Trinkwasserversorgung dienen, Forschungsanstalten, Wetterwarten, Friedhöfe, Anstalten zur Nahrungsmitteluntersuchung, zur Desinfektion, zur Leichenverbrennung, zur Müllbeseitigung, zur Straßenreinigung und zur Abfuhr von Spülwasser und Abfällen. (§ 2 Abs. 5).

## Rechtsprechung
| Urteil                 | Aktenzeichen   | Fundstelle               | Seitenzahl |
| ---------------------- | -------------- | ------------------------ | ---------- |
| BFH vom 13. März 1974  | Az. I R 7/71   | BFHE 112; BStBl. II 1974 | 61; 391    |
| BFH vom 17. Mai 2000   | Az. I R 50/98  | BFHE 192; BStBl. II 2001 | 92; 558    |
| BFH vom 24. April 2002 | Az. I R 20/01  | BFHE 199; BStBl. II 2003 | 148; 412   |
| BFH vom 9. Juli 2003   | Az. I R 48/02  | BFHE 203; BStBl. II 2004 | 71; 425    |
| BFH vom 12. Juli 2012  | Az. I R 106/10 | BFHE 238; BStBl II 2012  | 98; 837    |